# Земя Вилхелм ІІ
Земя Вилхелм ІІ (на немски: Kaiser Wilhelm II Land; на английски: Kaiser Wilhelm II Land) е територия от Източна Антарктида, простираща се между 66°30’ и 66°50’ ю.ш. и 87°45’ и 92° и.д., покрай Индоокеанския сектор на Южния океан. На запад граничи със Земя принцеса Елизабет, а на изток – със Земя кралица Мери.
Бреговата линия на Земя Вилхелм ІІ попада в акваторията на море Дейвис и е слабо разчленена, като в западната ѝ част се вдава заливът Посадовски, в близост до който се издига изгасналият вулкан Гаусберг 369 m (68°48′ ю. ш. 89°12′ и. д. / 68.8° ю. ш. 89.2° и. д.). Цялото крайбрежие с изключение на вулкана Гаус е покрито с дебела ледена броня, като на юг дебелината ѝ постепенно нараства и на 250 km от брега надминава 2000 m. От ниските хълмове и височини към море Дейвис се спускат няколко континентални ледника – Филипи, Позадовски, Бертън Айлънд, Джонс и др.
Земя Вилхелм ІІ е открита на 22 февруари 1902 г. от германската антарктическа експедиция, ръководена от Ерих фон Дригалски, който я наименува в чест на германския император Вилхелм II (1888 – 1918). По време на принудителното зимуване германските полярници изследват и картират голяма част от крайбрежието и части от вътрешността ѝ. От 1956 г. Земя Вилхелм ІІ е обект на изследователска дейност на няколко съветски антарктически експедиции.